# جوناثان موريرا (لاعب كرة قدم)
جوناثان موريرا (بالإسبانية: Jonathan Moreira)‏ هو لاعب كرة قدم أرجنتيني في مركز الوسط، ولد في 22 أغسطس 1996 في الأرجنتين. لعب مع ديبورتيفو إسبانول.

## وصلات خارجية
- جوناثان موريرا على موقع Soccerway.com (الإنجليزية)